# Artona manza
Artona manza es una especie de polilla del género Artona, familia Zygaenidae.
Fue descrita científicamente por Alphéraky en 1892.